# Wolfgang Becker
Wolfgang Becker (Hemer, 24 de Junho de 1954 – Berlim, 12 de dezembro de 2024) foi um cineasta alemão.
Nascido em Hemer em 1954, do lado ocidental da Alemanha, formado em História com especialização em história alemã, norte-americana e especializado também em literatura, tudo isto pela Universidade Livre de Berlim. Posteriormente, estudou na Deutsche Film- und Fernsehakademie Berlin (em português - literalmente: Academia alemã de filme e televisão Berlim).

## Morte
Becker morreu no dia 12 de dezembro de 2024, aos 70 anos.

## Filmografia

### Diretor
- Adeus, Lenin! (Good Bye, Lenin!)
- A vida é tudo que temos (Das Leben ist eine Baustelle)

### Ator
- A vida é tudo que temos (Das Leben ist eine Baustelle)
- A noite dos cineastas (Die Nacht der Regisseure)

## Prêmios

### Prêmios do Cinema Europeu
- 2003: Prêmio do público de melhor diretor por Good Bye, Lenin!
- 2003: Indicação de melhor diretor por Good Bye, Lenin!